# Валов, Василий Игнатьевич
Василий Игнатьевич Валов (настоящая фамилия — Кузьмин; 1902—1941) — советский детский писатель и журналист, военный корреспондент.

## Биография
Василий Кузьмин родился в феврале 1902 года в посёлке Берёзовка под Ново-Николаевском (ныне Новосибирский район, Новосибирская область) в крестьянской семье. В 1929 году окончил филологический факультет Ленинградского университета. Работал учителем в школе. Свою литературную деятельность начал в середине 1920-х годов. Опубликовал рассказ «Воропаев» в альманахе «Ковш». Позднее написал ряд небольших рассказов, посвящённым животным, природе, жизни в селе. Его произведения печатались в детских журналах «Чиж», «Ёж» и «Костёр».
После начала Великой Отечественной войны ушёл в народное ополчение. Служил в писательском взводе. Был корреспондентом газеты 1-й Ленинградской стрелковой дивизии народного ополчения «За Советскую Родину». Принимал участие в боях. Во время выхода из окружения несколько часов пробыл в холодном болоте, в результате чего простудил почки. Вернулся в Ленинград, служил бойцом писательской группы самозащиты. Скончался в конце 1941 года от дистрофии в Доме писателя. Похоронен на Смоленском кладбище в братской могиле.

## Семья
Жена — Зоя Моисеевна Задунайская (1903—1983) — литератор и переводчик; дочь — Татьяна.

## Сочинения
- Отесовцы. Повесть [Для сред. и ст. возраста] / Василий Валов. Грав. Ю. А. Мезерницкого- Л.: Лениздат, 1986. — 223 с.
- Америка [Совхоз Сиб. краев. конного завода Кузнецк. окр.] Рассказ для детей / Вас. Валов; Рис. и обл. М. Скуляри. — Москва; Ленинград: Гос. изд-во, 1930 — 29 с.
- Шишкари. Рассказ для детей / Василий Валов; Рис. и обл. Р. Великановой. — Москва; Ленинград: Гос. изд-во, 1930 (Ленинград: тип. Печатный двор). — 22 с.
- Красный партизан. Рассказ для детей средн. возраста / Рис. П. Кондратьева; Текст Вас. Валова. — Москва: Огиз — Мол. гвардия, 1931 — 12 с.
- Побег. Повесть для детей старш. возраста / Василий Валов; Рис. и обл. А. Новикова. — Москва; Ленинград: Огиз — Мол. гвардия, 1931. — 125 с.
- Чернушка [и др. рассказы]. Для дошкольного возраста / Василий Валов; Обл. и рис. Э. Будогоского. — Москва ; Ленинград: Детиздат, 1937. — Обл., 38 с.
- Совхоз [Рассказ для детей сред. возраста] / Василий Валов; Грав. на дереве Н. Прохорова. — Москва; Ленинград: Огиз : Молодая гвардия, 1931. — 32 с.
- Беда: Повесть. — Звезда, 1938, No 9.